# Нуки и его друзья
«Нуки и его друзья» (Nouky & Friends) — бельгийский мультсериал, премьера которого состоялась в 2006 году.

## Описание
Медвежонок Нуки, ослик Пако и коровка Лола — лучшие друзья, живущие в одном доме. Вместе они переживают множество разнообразных приключений, учатся на ошибках и постигают секреты повседневной жизни.

## Производство
Мультсериал «Нуки и его друзья» снимался с 2006 по 2008 год в Бельгии. Режиссёрами являлись Жан-Кристоф Крэпс и Давид Дегранд, автором сценария являлся Александр Ревенд, а композиторами — Пьер Жилле и Франсуа Декамп.
В России трансляция мультсериала «Нуки и его друзья» состоялась в 2008 году на канале «ТелеНяня» (позднее — «Карусель»).